# Аббуд, Ибрахим
Ибрахим Аббу́д (араб. إبراهيم عبود‎), 26 октября 1900, Мохаммед-Гол, Судан — 8 сентября 1983, Хартум, Судан) — суданский государственный и военный деятель.

## Биография
Окончил военный колледж в Хартуме. С 1918 на военной службе в египетской армии. В 1925 перешёл в Вооружённые силы Судана, сразу же после их отделения от египетских. Во время Второй мировой войны в составе английских войск участвовал в боевых операциях в Ливии, а в составе суданской армии в Эритрее и Эфиопии. В 1956 году в чине генерал-майора назначен главнокомандующим суданской армией. С 1957 — генерал-лейтенант.

## Военный режим Ибрагима Аббуда
17 ноября 1958 года в Хартуме произошёл бескровный государственный переворот, свергнувший гражданское правительство Абдуллы Халиля. Высшим органом власти был объявлен Верховный совет вооружённых сил (ВСВС), в состав которого вошли 12 высших армейских офицеров (в их числе — генерал- майоры Ахмед Абд аль-Ваххаб и Мухаммед Талаат Фарид, бригадные генералы Ахмед Абдалла Хамид, Ахмед Рида Фарид, Хасан Бешир Наср, Ахмед Мадуб аль-Бахари, Мохи ад-Дин Абдалла, Мухаммед Ахмед Ирва, аль-Макбуль аль-Амин аль-Хадж, Абд ар-Рахим Шеннан). Председателем ВСВС, премьер-министром, министром обороны и командующим вооружёнными силами Судана стал генерал-лейтенант Ибрагим Аббуд, который впоследствии провозгласил себя маршалом и президентом страны. Вся власть на местах была передана командующим военными округами.
Для решения многочисленных проблем Судана Аббуд создал жёсткий политический режим; действие конституции было приостановлено, политические партии распущены. Цены на суданский хлопок были снижены. Этому помогли реализация на рынке государственных излишков урожая 1958 года и небывалый урожай 1959 года. Финансовый кризис в стране значительно ослаб. Было достигнуто соглашение с Египтом относительно раздела нильских вод, и хотя Судан не получал значительной экономической выгоды от этого разделения, главное заключалось в том, что Египет признал независимость Судана и многочисленные прежде пограничные конфликты прекратились. Наконец, в 1961 года началось осуществление 10-летнего экономического плана, разработанного с целью покончить с однобокой зависимостью Судана от экспорта хлопка и снизить зависимость от импорта промышленных изделий.
Объявленный высшим органом власти в стране Верховный совет вооружённых сил передал Аббуду посты президента Судана, премьер-министра, министра обороны и главнокомандующего, присвоил ему звание маршала.
Аббуд был лично популярен в стране или по крайней мере уважаем. В 1961 году он был приглашён в США, где президент Джон Кеннеди похвалил Судан за то, что он подал хороший пример прекращения конфликтов с соседями.
Но на неарабском, немусульманском юге Судана правительство Аббуда не было так популярно, как на севере. Его попытки начать энергичную программу арабизации и исламизации юга натолкнулись на открытое сопротивление в учебных заведениях, а затем и открытое восстание в сельских районах Южного Судана. Это вызвало введение войск на юг страны и широкие боевые действия, приведшие, в свою очередь, к широкому потоку беженцев в соседние страны. К 1963 году в стране уже шла гражданская война, причём армия контролировала города, но сельские районы юга целиком были под контролем партизан. Попытка Аббуда открыть «общественные дебаты» по проблеме Юга привела к нарастанию волны критики правительства уже по всей стране. В этих условиях Аббуд не пошёл по пути вооружённого подавления оппозиции, а предпочёл распустить 26 октября 1964 года правительство, а 15 ноября ушёл в отставку сам, передав власть временному гражданскому кабинету.
Аббуд жил в Великобритании в течение нескольких лет, но умер в Хартуме 8 сентября 1983 года.